# 1999 en handball
| Années du handball : 1996 - 1997 - 1998 - 1999 - 2000 - 2001 - 2002    |
| Décennies du handball : 1960 - 1970 - 1980 - 1990 - 2000 - 2010 - 2020 |

Cet article présente les faits marquants de l'année 1999 en handball.

## Par compétitions

### Championnat du monde masculin
La 16e édition du Championnat du monde masculin a eu lieu au Égypte du 1er au 15 juin 1999
|                          | Suède                     |
|                          | Médaille d'or, monde      |
| Russie                   |                           |
| Médaille d'argent, monde | Yougoslavie               |
| Médaille d'argent, monde | Médaille de bronze, monde |

Statistique et récompenses
- Meilleur joueur : Stefan Lövgren,  Suède
- Meilleur buteur : Rolando Uríos,  Cuba, 57 buts
- Meilleur gardien : Andreï Lavrov,  Russie
- Meilleur ailier gauche : Rafael Guijosa,  Espagne
- Meilleur arrière gauche: Vassili Koudinov,  Russie
- Meilleur demi-centre : Nedeljko Jovanović,  RF Yougoslavie
- Meilleur pivot : Rolando Uríos,  Cuba
- Meilleur arrière droit : Staffan Olsson,  Suède
- Meilleur ailier droit : Johan Petersson,  Suède

### Championnat du monde féminin
La 13e édition du Championnat du monde féminin a lieu en Allemagne, du 29 novembre au 12 décembre 1999.
|                          | Norvège                   |
|                          | Médaille d'or, monde      |
| France                   |                           |
| Médaille d'argent, monde | Autriche                  |
| Médaille d'argent, monde | Médaille de bronze, monde |

Statistique et récompenses
- Meilleure joueuse : Ausra Fridrikas,  Autriche
- Meilleure marqueuse : Grit Jurack,  Allemagne
 et Carmen Amariei,  Roumanie, 67 buts
- meilleure gardienne : Cecilie Leganger,  Norvège
- meilleure ailière gauche : Dora Lőwy,  Hongrie
- meilleure arrière gauche : Ausra Fridrikas,  Autriche
- meilleure demi-centre : Nodjialem Myaro,  France
- meilleure pivot : Tonje Kjærgaard,  Danemark
- meilleure arrière droite : Indira Kastratović,  Macédoine du Nord
- meilleure ailière droite : Kristine Duvholt,  Norvège

## Meilleurs handballeurs de l'année 1999
Le 29 juin 2000, les résultats de l'élection des meilleurs handballeurs mondiaux de l'année 1999 ont été dévoilés par l'IHF :
| Rang      | Joueuse          | Nationalité  | Club(s)                | Poste                     | Votes |
| --------- | ---------------- | ------------ | ---------------------- | ------------------------- | ----- |
| 1         | Ausra Fridrikas  | Autriche     | Hypo Niederösterreich  | Arrière gauche            | 4106  |
| 2         | Camilla Andersen | Danemark     | Frederiksberg IF       | Arrière gauche            | 3393  |
| 3         | Cecilie Leganger | Norvège      | Bækkelagets SK         | Gardienne de but          | 2414  |
| 4, 5 ou 6 | Carmen Amariei   | Roumanie     | Otlchim Râmnicu Vâlcea | Arrière gauche/droite     | ?     |
| 4, 5 ou 6 | Hong Jeong-ho    | Corée du Sud | Bækkelagets SK         | Arrière et ailière droite | ?     |
| 4, 5 ou 6 | Valérie Nicolas  | France       | ES Besançon            | Gardienne de but          | ?     |
| 7         | Beáta Siti       | Hongrie      | Dunaferr NK            | Demi-centre               | 0787  |

| Rang | Joueur             | Nationalité    | Club(s)                       | Poste          | Votes |
| ---- | ------------------ | -------------- | ----------------------------- | -------------- | ----- |
| 1    | Rafael Guijosa     | Espagne        | FC Barcelone                  | Ailier gauche  | 5646  |
| 2    | Nedeljko Jovanović | RF Yougoslavie | TUSEM Essen                   | Demi-centre    | 3437  |
| 3    | Stefan Lövgren     | Suède          | TV Niederwürzbach / THW Kiel  | Demi-centre    | 1982  |
| 4    | Magnus Wislander   | Suède          | THW Kiel                      | Demi-centre    | 1856  |
| 5    | Andreï Lavrov      | Russie         | TV Niederwürzbach / RK Zagreb | Gardien de but | 1619  |
| 6    | Jackson Richardson | France         | TV Großwallstadt              | Demi-centre    | 1511  |

## Bilan de la saison 1998-1999 en club

### Coupes d'Europe (clubs)
| Compétition         | Vainqueur              | Finaliste                | Score |
| ------------------- | ---------------------- | ------------------------ | ----- |
| Ligue des champions | FC Barcelone           | Badel 1862 Zagreb        | 51-40 |
| Coupe de l'EHF      | SC Magdebourg          | BM Valladolid            | 53-52 |
| Coupe des coupes    | Prosesa Ademar León    | Caja Cantabria Santander | 51-43 |
| Coupe des Villes    | SG Flensburg-Handewitt | BM Ciudad Real           | 53-48 |

| Compétition         | Vainqueur              | Finaliste                  | Score   |
| ------------------- | ---------------------- | -------------------------- | ------- |
| Ligue des champions | Dunaferr NK            | RK Krim                    | 51-49   |
| Coupe de l'EHF      | Viborg HK              | Győri Graboplast ETO       | 49-45   |
| Coupe des coupes    | Bækkelagets SK         | Ferrobus Mislata Tortajada | 50 - 35 |
| Coupe des Villes    | ŽORK Napredak Kruševac | Van Riet Nieuwegeln        | Forfait |

### Championnats européens

#### Saison 1998-1999 en France
| Compétition                 | Vainqueur            | Second            | Score |
| --------------------------- | -------------------- | ----------------- | ----- |
| Championnat de France masc. | Montpellier Handball | SO Chambéry       | –     |
| Coupe de France masc.       | Montpellier Handball | Spacer's Toulouse | 26-21 |
| Championnat de France fém.  | ASPTT Metz           | ES Besançon       | –     |
| Coupe de France fém.        | ASPTT Metz           | HBC Nîmes         | ?     |

## Naissances et décès
Parmi les personnalités du handball nées ou décédées en 1999, on trouve notamment :
| Naissances - 22 avril : Hugo Brouzet, - 2 juillet : Valentin Kieffer, - 5 septembre : Claire Vautier, - 30 novembre : Dylan Nahi, | Décès - 13 octobre : Aldona Česaitytė-Nenėnienė, /, à 49 ans |